# بئر الجربوع (الرقة)
بئر الجربوع قرية سورية تتبع ناحية مركز الرقة في منطقة مركز الرقة في محافظة الرقة. بلغ عدد سكانها 591 نسمة في عام 2004 حسب إحصاء المكتب المركزي للإحصاء.